# Randolph Ross
Randolph Ross (Raleigh, 1º gennaio 2001) è un velocista statunitense.

## Palmarès
| Anno | Manifestazione  | Sede  | Evento      | Risultato | Prestazione | Note  |
| ---- | --------------- | ----- | ----------- | --------- | ----------- | ----- |
| 2021 | Giochi olimpici | Tokyo | 400 m piani | Batteria  | 45"67       |       |
| 2021 | Giochi olimpici | Tokyo | 4×400 m     | Oro       | 2'55"70     | [ 1 ] |